# Cloniophorus mechowi ituricus
Cloniophorus mechowi ituricus es una subespecie de escarabajo longicornio del género Cloniophorus, tribu Callichromatini, subfamilia Cerambycinae. Fue descrita científicamente por Schmidt en 1922.

## Descripción
Mide 17 milímetros de longitud.

## Distribución
Se distribuye por República Democrática del Congo y República Centroafricana.